# Eddy-Michel Cadet-Marthe
Eddy-Michel Cadet-Marthe, né le 22 avril 1997, est un coureur cycliste français amateur, il a notamment remporté le Tour de Martinique 2023,.

## Palmarès
- 2016
  - 2e au Championnat de Martinique sur route[3]
- 2017
  - 4e et 5e étapes des 6 Jours de la Martinique[4],[5]
  - 2e étape du Trophée de la Caraïbe[6],[2]
  - 1er étape du Grand Prix du Vauclin[7]
  - 2e au Championnat de Martinique du contre-la-montre[8]
  - 3e du Tour de Martinique[2]
  - 3e du Grand Prix du Saint-Esprit[9]
- 2018
  - Grand Prix des Artisans et Commerçants du François[10],[11]
  - 3e du Grand Prix du Vauclin[12]
- 2019
  - Grand Prix du Vélo Club du François[13]
  - 2e au Championnat de Martinique du contre-la-montre[14]
- 2020
  - Grand Prix de Sainte-Luce[15],[16]
  - 1er étape du Mémorial Romule Béret[17]
  - Grand Prix UCS[18] :
    - Classement général
    - 2e étape

  - 2e du Grand Prix de la CTM[19]
  - 2e au Championnat de Martinique du contre-la-montre[20]
- 2023
  - Tour de Martinique[2],[21]
  - 2e de La Franciscaine[22]
  - 3e du Grand Prix CGS BTP[23]
  - 3e du Mémorial Labéjof et Denise[24]